# Uganda na Letnich Igrzyskach Paraolimpijskich 2012
Uganda na Letnich Igrzyskach Paraolimpijskich 2012 w Londynie reprezentowało 2 zawodników w 1 konkurencji.
Dla reprezentacji Ugandy był to siódmy start w igrzyskach paraolimpijskich (poprzednio w 1972, 1976, 1996, 2000, 2004 i 2008). Dotychczas żaden zawodnik nie zdobył paraolimpijskiego medalu.

## Kadra

### Lekkoatletyka
Mężczyźni
| Zawodnik    | Konkurencja | Kwalifikacje | Kwalifikacje | Finał   | Finał   |
| Zawodnik    | Konkurencja | Wynik        | Pozycja      | Wynik   | Pozycja |
| ----------- | ----------- | ------------ | ------------ | ------- | ------- |
| David Emong | 1500m T46   | 4:01.54      | 4 q          | 3:58.47 | 4       |

Kobiety
| Zawodnik         | Konkurencja | Kwalifikacje     | Kwalifikacje     | Finał            | Finał            |
| Zawodnik         | Konkurencja | Wynik            | Pozycja          | Wynik            | Pozycja          |
| ---------------- | ----------- | ---------------- | ---------------- | ---------------- | ---------------- |
| Christine Akullo | 100m T13    | Nie wystartowała | Nie wystartowała | Nie awansowała   | Nie awansowała   |
| Christine Akullo | 400m T13    | —                | —                | Nie wystartowała | Nie wystartowała |